# Моро (Орегон)
Вижте пояснителната страница за други значения на Моро.
Моро (на английски: Moro) е град в окръг Шърман, щата Орегон, САЩ. Моро е с население от 337 жители (2000) и обща площ от 1,2 km². Намира се на 548,34 m надморска височина. ЗИП кодът му е 97039, а телефонният му код е 541.